# NGC 1354
NGC 1354 is een spiraalvormig sterrenstelsel in het sterrenbeeld Eridanus. Het hemelobject werd op 30 december 1785 ontdekt door de Duits-Britse astronoom William Herschel.

## Synoniemen
- PGC 13130
- MCG -3-10-4
- IRAS03301-1523